# CL (Rapperin)
CL (bürgerlicher Name: Lee Chae-rin, koreanisch 이채린) (* 26. Februar 1991 in Seoul, Südkorea) ist eine südkoreanische Rapperin und Sängerin. Ihre Karriere begann CL im Alter von 17 Jahren als Leaderin und Gründungsmitglied der ehemaligen K-Pop-Girlgroup 2NE1. Seit ihrem Debüt bis Anfang November 2019 war sie bei YG Entertainment unter Vertrag. Den Auftakt zu ihrer Solokarriere in Südkorea bildete die am 28. Mai 2013 erschienene Single The Baddest Female. Des Weiteren arbeitet sie an ihrem Durchbruch im US-amerikanischen Markt, den sie 2016 mit der Single Dr. Pepper anstieß, an der Diplo, OG Maco und Riff Raff beteiligt waren. CL ist außerdem im Bereich der Mode tätig.

## Biographie

### 1991–2008: Jugend und Karrierestart
Lee Chae-rin ist in Seoul geboren worden, verbrachte jedoch die meiste Zeit ihrer Jugend in Paris, Tsukuba und Tokio. Im Alter von 13 Jahren verließ sie Seoul, um in Paris zwei Jahre lang zu studieren. Im Alter von 15 Jahren bekam sie die Möglichkeit für ein Vorsprechen bei YG Entertainment.
Lee trat zunächst 2007 bei einem Song von Labelmate Big Bangs Intro (Hot Issue) in Erscheinung. Im selben Jahr absolvierte sie ihren ersten Auftritt mit weiteren YG-Künstlern beim Seoul Broadcasting System Gayo Daejeon. Der erste Song, in dem sie offiziell mitwirkte, war Uhm Jung-hwas DJ 2008, in welchem sie rappte.

### 2009–2013: Debüt mit 2NE1 und Solo Songs
Als 'CL' übernahm Lee Chaerin die Position als Leaderin und Haupt-Rapperin in der Gruppe 2NE1, neben Bom, Sandara Park und Minzy. Die Gruppe arbeitete dann mit dem Label-Kollegen von Big Bang für den Song Lollipop zusammen, bevor sie am 17. Mai 2009 bei SBS's „The Music Trend“ mit dem Song Fire debütierte. 2NE1 gelang sofort ein großer Erfolg mit dem Nummer-eins-Hit I Don't Care, der ihnen auch den Gewinn in der Kategorie „Song des Jahres“ bei den Mnet Asian Music Awards 2009 einbrachte. Damit waren sie die erste Gruppe, die einen Daesang in ihrem Debütjahr gewinnen konnte.
Im August 2009 arbeitete CL mit den Labelkollegen G-Dragon und Teddy Park von 1TYM für die Single The Leaders zusammen. Im selben Monat arbeitete CL mit ihrer Kollegin Minzy für Please Do not Go zusammen, das Ende November auf Platz 6 der Gaon Charts kletterte.
CLs erste Singe ihrer Solokarriere erschien am 28. Mai 2013 The Baddest Female. Das Lied erreichte Platz 4 der K-Pop Hot 100 Rangliste, sowie Platz 75 der US-iTunes Charts.
Für das zweite Album Crush von 2NE1 schrieb CL die Lyrics und co-komponierte die Musik der Tracks Crush, If I Were You und Baby I miss you. Das Album erreichte den Status des erfolgreichsten und des am besten verkauften koreanischen Albums in Amerika. Außerdem schrieb sie die Lyrics für ihre Solo-Tracks MTBD (Mental Breakdown) und Scream.

### 2014–Jetzt: Bevorstehende englischsprachige Debüt-Alben

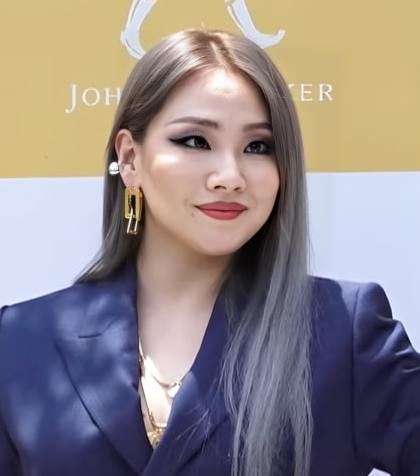
CL (2021)

Im Oktober 2014 wurde bekannt gegeben, dass CL vorhabe, im folgenden Jahr als Solokünstler in den Vereinigten Staaten, in Zusammenarbeit mit Scooter Braun als ihrem Manager, zu debütieren.
Im Mai 2015 erschien CL in Diplos Single Doctor Pepper neben Riff Raff und OG Maco. Im November 2015 veröffentlichte CL ihre erste Single Hello Bitches als Teaser für ihre kommende EP Lifted.
Die Hauptsingle Lifted wurde am 19. August 2016 veröffentlicht. Das Lied erschien in den Top 30 von iTunes Hip-Hop / Rap-Chart innerhalb von drei Stunden nach der Veröffentlichung und erreichte die Chartplatzierung 21. Die Time bezeichnete CL als die „Zukunft von K-Pop in Amerika“. Am 29. Oktober 2016 startete sie im Hammerstein Ballroom in New York City ihre erste nordamerikanische Tour, die „Hello Bitches Tour“, die sie am 14. November in Toronto abschloss.
Neben Shaiana ist CL auf Lil Yachtys Song Surrender zu hören, einem exklusiven Track seines Albums Teenage Emotions in der Deluxe-Edition von Target, das am 26. Mai 2017 veröffentlicht wurde. CL nahm auch eine Original-Single mit dem Titel No Better Feelin für den Soundtrack des Films My Little Pony: The Movie auf, der am 22. September 2017 veröffentlicht wurde.
Am 25. Februar 2018, an ihrem 27. Geburtstag, trat CL bei der Abschlussfeier der Olympischen Winterspiele 2018 im Pyeongchang Olympic Stadium auf und spielte Teile von The Baddest Female und dem 2NE1-Lied I Am the Best. Sie habe diese Songs ausgewählt, da sie einerseits sehr gut ihre Persönlichkeit widerspiegeln würden und der 2NE1 Hit weltweit bekannt sei. Bei der Abschlusszeremonie traf sich CL mit dem südkoreanischen Präsidenten Moon Jae-in, der First Lady Kim Jung-sook, EXO, und der US-Präsidententochter Ivanka Trump.
Anfang August trat CL als „featured artist“ beim Hyperplay Festival 2018 in Singapur auf. Im selben Jahr unternahm CL ihren ersten Versuch als Schauspielerin im US-amerikanischen Actionfilm Mile 22, in dem sie Figur Queen verkörpert.
CL trennte sich im November 2019 von ihrem langjährigen Label YG Entertainment. Am 4. Dezember begann CL ihr Album In the Name of Love mit den Vorabveröffentlichungen +DONE161201+ und +REWIND170205+ anzukündigen.

## Musikstil und Einfluss
CL war die Leaderin, Rapperin und Sängerin einer der bekanntesten Girlgroups 2NE1. Sie zitiert 1TYM-Leiter Teddy Park, der viel von 2NE1s Musik produzierte, als Einfluss und Inspiration, sowie Madonna, Queen und Lauryn Hill.

## Diskografie

### Studioalben
| Jahr | Titel | Höchstplatzierung, Gesamtwochen, AuszeichnungChartsChartplatzierungen (Jahr, Titel, Platzierungen, Wochen, Auszeichnungen, Anmerkungen) | Anmerkungen                                                  |
| Jahr | Titel | KR | Anmerkungen                                                  |
| ---- | ----- | --- | ------------------------------------------------------------ |
| 2021 | Alpha | KR16 (4 Wo.)KR | Erstveröffentlichung: 20. Oktober 2021 Verkäufe KR: + 12.959 |

### EPs
| Jahr | Titel               | Höchstplatzierung, Gesamtwochen, AuszeichnungChartsChartplatzierungen (Jahr, Titel, Platzierungen, Wochen, Auszeichnungen, Anmerkungen) | Anmerkungen                             |
| Jahr | Titel               | KR | Anmerkungen                             |
| ---- | ------------------- | --- | --------------------------------------- |
| 2019 | In the Name of Love | — | Erstveröffentlichung: 17. Dezember 2019 |

### Singles
| Jahr | Titel Album                        | Höchstplatzierung, Gesamtwochen, AuszeichnungChartplatzierungen (Jahr, Titel, Album, Platzierungen, Wochen, Auszeichnungen, Anmerkungen) | Höchstplatzierung, Gesamtwochen, AuszeichnungChartplatzierungen (Jahr, Titel, Album, Platzierungen, Wochen, Auszeichnungen, Anmerkungen) | Anmerkungen                                                 |
| Jahr | Titel Album                        | KR | US | Anmerkungen                                                 |
| ---- | ---------------------------------- | --- | --- | ----------------------------------------------------------- |
| 2009 | Please Don’t Go To Anyone          | KR30 (9 Wo.)KR | — | Erstveröffentlichung: 2009 mit Minzy                        |
| 2013 | The Baddest Female (나쁜 기집애) – | KR4 (6 Wo.)KR | — | Erstveröffentlichung: 2013 Verkäufe KR: + 549.324           |
| 2015 | Doctor Pepper –                    | — | — | Erstveröffentlichung: 2015 mit Diplo, Riff Raff and OG Maco |
| 2015 | Hello Bitches –                    | KR21 (6 Wo.)KR | — | Erstveröffentlichung: 2015 Verkäufe KR: + 225.000           |
| 2016 | Lifted –                           | — | US94 (1 Wo.)US | Erstveröffentlichung: 2016                                  |
| 2019 | Done In the Name of Love           | KR154 (1 Wo.)KR | — | Erstveröffentlichung: 2019                                  |
| 2019 | Rewind In the Name of Love         | — | — | Erstveröffentlichung: 2019                                  |
| 2019 | Paradox In the Name of Love        | — | — | Erstveröffentlichung: 2019                                  |
| 2019 | I Quit In the Name of Love         | — | — | Erstveröffentlichung: 2019                                  |
| 2019 | One and Only In the Name of Love   | — | — | Erstveröffentlichung: 2019                                  |
| 2019 | Thnx In the Name of Love           | — | — | Erstveröffentlichung: 2019                                  |
| 2020 | Hwa Alpha                          | — | — | Erstveröffentlichung: 2020                                  |
| 2020 | 5 Star Alpha                       | — | — | Erstveröffentlichung: 2020                                  |
| 2021 | Wish You Were Here –               | — | — | Erstveröffentlichung: 2021                                  |
| 2021 | Spicy Alpha                        | — | — | Erstveröffentlichung: 2021                                  |
| 2021 | Lover Like Me Alpha                | — | — | Erstveröffentlichung: 2021                                  |
| 2021 | Tie a Cherry Alpha                 | — | — | Erstveröffentlichung: 2021                                  |

grau schraffiert: keine Chartdaten aus diesem Jahr verfügbar

### Als Gastmusikerin
| Jahr | Titel Album                             | Höchstplatzierung, Gesamtwochen, AuszeichnungChartplatzierungen (Jahr, Titel, Album, Platzierungen, Wochen, Auszeichnungen, Anmerkungen) | Höchstplatzierung, Gesamtwochen, AuszeichnungChartplatzierungen (Jahr, Titel, Album, Platzierungen, Wochen, Auszeichnungen, Anmerkungen) | Anmerkungen                                                       |
| Jahr | Titel Album                             | KR | US | Anmerkungen                                                       |
| ---- | --------------------------------------- | --- | --- | ----------------------------------------------------------------- |
| 2007 | Hot Issue                               | — | — | Erstveröffentlichung: 2007 Big Bang feat. CL                      |
| 2008 | DJ D.I.S.C.O                            | — | — | Erstveröffentlichung: 2008 Uhm Jung-hwa feat. CL                  |
| 2008 | What –                                  | — | — | Erstveröffentlichung: 2008 YMGA feat. YG Family & DJ Wreckx       |
| 2009 | The Leaders Heartbreaker                | — | — | Erstveröffentlichung: 2009 G-Dragon feat. CL & Teddy              |
| 2009 | Kiss To Anyone                          | KR73 (2 Wo.)KR | — | Erstveröffentlichung: 2009 Dara feat. CL                          |
| 2014 | Dirty Vibe Recess                       | — | — | Erstveröffentlichung: 2014 Skrillex feat. Diplo, G-Dragon, and CL |
| 2015 | Daddy Chiljip Psy-da                    | KR1 (17 Wo.)KR | US97 (1 Wo.)US | Erstveröffentlichung: 2015 Psy feat. CL                           |
| 2017 | Surrender Teenage Emotions              | — | — | Erstveröffentlichung: 2017 Lil Yachty feat. CL and Shaiana        |
| 2018 | Dopeness Masters of the Sun Vol. 1      | — | — | Erstveröffentlichung: 2018 The Black Eyed Peas feat. CL           |
| 2019 | Cut it Up –                             | — | — | Erstveröffentlichung: 2019 PKCZ feat. Afrojack & CL               |
| 2020 | Looooose Controlla Dog                  | — | — | Erstveröffentlichung: 2020 Kim Ximya feat. CL                     |
| 2020 | No Blueberries Moodswings in This Order | — | — | Erstveröffentlichung: 2020 DPR Ian feat. DPR Live & CL            |
| 2021 | Rosario Epik High is Here 上 (Part 1)   | — | — | Erstveröffentlichung: 2021 Epik High feat. Zico & CL              |

grau schraffiert: keine Chartdaten aus diesem Jahr verfügbar

### Beiträge für Soundtracks
| Jahr | Titel            | Album                     |
| ---- | ---------------- | ------------------------- |
| 2017 | No Better Feelin | My Little Pony: The Movie |

## Tourneen
- Hello Bitches Tour 2016

## Auszeichnungen
| Jahr | Organisation             | Preis                                | Werk                 | Ergebnis  |
| ---- | ------------------------ | ------------------------------------ | -------------------- | --------- |
| 2013 | MNET 20’s Choice Awards  | 20's Style Award                     |                      | Gewonnen  |
| 2013 | MNET Asian Music Awards  | Best Dance Performance – Female Solo | „The Baddest Female“ | Gewonnen  |
| 2013 | MNET Asian Music Awards  | Song of the Year                     | „The Baddest Female“ | Nominiert |
| 2013 | MYX Philippines          | Hottest Female Star of 2013          |                      | Gewonnen  |
| 2013 | SBS MTV Best of the Best | Best Female Solo                     |                      | Nominiert |
| 2014 | Seoul Music Awards       | Bonsang Awards                       | „The Baddest Female“ | Nominiert |
| 2014 | Seoul Music Awards       | Popularity Awards                    | „The Baddest Female“ | Nominiert |
| 2014 | YinYueTai V-Chart Awards | Top Female Artist (Korean)           |                      | Gewonnen  |
| 2014 | Style Icon Awards        | Top 10 Style Icons                   |                      | Nominiert |
| 2022 | Korea First Brand Awards | Best Hip-Hop Artist                  |                      | Gewonnen  |